# Силва, Валтер Энрике да
Валтер (полное имя Валтер Энрике да Силва, порт.-браз. Walter Henrique da Silva; род. 22 июля 1989, Ресифи) — бразильский футболист, нападающий клуба «Амазонас».

## Биография
Валтер — воспитанник молодёжной академии «Интернасьонала». Селекционеры «Интера» приглядели его в команде «Сан-Жозе» в ходе Молодёжного кубка Сан-Паулу.
К основному составу стал подпускаться с 2008 года. Забил три гола в ходе Лиги Гаушу 2009, но в мае 2009 года получил серьёзную травму колена и вернулся в строй лишь в следующем году. В целом, за период до лета 2010 года провёл за «Интер» порядка двух десятков матчей.
Участвовал Валтер и в розыгрыше Кубка Либертадорес 2010 года, в котором даже отметился забитым голом в ответном матче 1/8 финала в ворота аргентинского «Банфилда». Гол, забитый на 58 минуте домашней игры, стал очень важным для команды, поскольку счёт стал 2:0, что выводило бразильский клуб в следующий раунд за счёт гола, забитого на чужом поле (первая игра завершилась со счётом 3:1 в пользу аргентинской команды).
Летом 2010 года интерес к Валтеру проявляли различные европейские клубы — «Ювентус», «Барселона», «Манчестер Юнайтед» и «Порту». Последний клуб сделал самое дельное предложение и Валтер подписал 28 июля контракт с португальской командой. Его место в заявке «Интера» на оставшиеся игры Кубка Либертадорес занял бывший игрок команды Тинга.
С 2010 по 2018 год принадлежал португальскому «Порту», однако значительную часть этого периода выступал на правах аренды за бразильские клубы «Крузейро», «Гояс», «Флуминенсе» и «Атлетико Паранаэнсе».
С 2018 года часто менял команды, среди которых были «Атлетико Паранаэнсе», ССА Масейо и «Ботафого» (Рибейран-Прету).
С 2022 года Валтер выступает за «Амазонас».
В составе сборной Бразилии до 20 лет Валтер стал чемпионом Южной Америки 2009 года в своей возрастной категории. С 5 мячами он стал лучшим бомбардиром турнира.

## Титулы и достижения
- Победитель Лиги Европы: 2010/11
- Лига Гаушу (1): 2009
- Обладатель Кубка Либертадорес (1): 2010
- Чемпион Португалии (1): 2010/11
- Чемпион Южной Америки среди молодёжи (1): 2009
- Лучший бомбардир молодёжного чемпионата Южной Америки 2009 — 5 голов